# Chieulles
Chieulles är en kommun i departementet Moselle i regionen Grand Est (tidigare regionen Lorraine) i nordöstra Frankrike. Kommunen ligger i kantonen Montigny-lès-Metz som tillhör arrondissementet Metz-Campagne. År 2022 hade Chieulles 413 invånare.

## Befolkningsutveckling
Antalet invånare i kommunen Chieulles
| Referens: INSEE |